# Люди остаются людьми
Лю́ди остаю́тся людьми́ — телевизионный фильм 1965 года по одноимённому роману Юрия Пиляра; режиссёр Дмитрий Вурос. Фильм на экраны так и не вышел.

## Сюжет
Телефильм был задуман (и снимался) как экранизация одноимённого романа Юрия Пиляра.

## В ролях
- Владимир Земляникин — Рыжебородый, офицер-предатель
- Марина Ладынина — ???
- Людмила Давыдова — Лида
- Людмила Марченко — Нина
- Виктор Уральский — Афоня
- Виктор Маркин — Пётр Николаевич
- Валериан Виноградов — комиссар Худяков
- Георгиос Совчис — сумасшедший
- Вячеслав Гостинский — комендант лагеря
- Николай Хрящиков — старший поручик
- Ян Янакиев — психолог
- Лаврентий Масоха — офицер
- Георгий Шаповалов — Рогач
- Константин Барташевич — эпизод (нет в титрах)

## Интересные факты
Этот телефильм стал последним фильмом Марины Ладыниной.